# 萊克鎮區 (阿肯色州佩里縣)
萊克鎮區（英語：Lake Township）是位於美國阿肯色州佩里縣的一個行政鎮區。

## 地方資料
萊克鎮區的面積為42.63平方千米，當中陸地面積為42.55平方千米，而水域面積為0.08平方千米。根據2010年美國人口普查的數據，當地共有人口664人，而人口密度為每平方千米15.58人。